# Ерши (Марий Эл)
Ерши — деревня в составе Марисолинского сельского поселения Сернурского района Марий Эл. Население на 1 января 2005 года 61 человек, из них русских — 43, мари — 18. Деревня состоит из 1 улицы. 2 дома сложены из кирпича, 5 — щитовые, обложенные кирпичом, остальные — деревянные

## География
Рядом с деревней Ерши протекает река Шаба.

## История
В 1876 году в починке Ерши в 26 дворах проживало 270 человек. Селение относилось к Марисолинской волости Уржумского уезда Вятской губернии. В 1877—1883 годах в деревне насчитывалось 44 двора, 52 дома, в 1884 году — 55 русских дворов, 110 ревизских душ, проживали 161 мужчина и 188 женщин. В 1924 году деревня Ерши с населением 420 человек была передана в Сернурский кантон Марийской Автономной Области.
В 1932 году создан колхоз «Красный борец», с 1938 года Ерши — центр сельсовета. В 1939 году в деревне была открыта неполная средняя школа.
В 1955 году сельсовет упразднили, деревня вошла в Шарнинский, а в 1960 году — в Марисолинский сельсовет. В ходе реорганизации колхозов Ерши в разное время входили в колхоз имени Чапаева, совхозы «Казанский» и «Марисолинский».

## Население
| 1975 | 1988 | 1996 | 2002 | 2005 | 2010 |
| ---- | ---- | ---- | ---- | ---- | ---- |
| 102  | ↘33  | ↗62  | ↗63  | ↘61  | →61  |

Число дворов:
- 1975 год — 32 двора,
- 1988 год — 21 двор,
- 1996 год — 28 дворов.

## Транспорт
Деревня с поселком Сернур связана автобусным сообщением. До селения проложена асфальтированная дорога.